# Elapsoidea
Elapsoidea is een geslacht van slangen uit de familie koraalslangachtigen (Elapidae) en de onderfamilie Elapinae.

## Naam en indeling
De wetenschappelijke naam van de groep werd voor het eerst voorgesteld door José Vicente Barbosa du Bocage in 1866. Er zijn tien soorten, inclusief de pas in 1999 beschreven soort Elapsoidea trapei. Een aantal soorten werd eerder aan niet langer erkende geslacht Elapechis  toegekend.

## Uiterlijke kenmerken
De slangen blijven klein tot middelgroot en bereiken een lichaamslengte van ongeveer 40 tot 80 centimeter. De kop is klein heeft een afgeronde snuit, de kop is niet duidelijk te onderscheiden van het lichaam door het ontbreken van een duidelijke insnoering. De ogen zijn middelgroot en zij zwart van kleur. De slangen hebben dertien rijen schubben in de lengte op het midden van het lichaam. De lichaamskleur bestaat uit heldere banden die vaak wit omzoomd zijn, de kleuren vervagen naarmate de dieren ouder worden. Oude exemplaren hebben vaak een uniform grijsbruine tot zwarte kleur.

## Levenswijze
De slangen zijn 's nachts actief en verstoppen zich overdag onder de grond, onder stenen of in termietennesten. Op het menu staan voornamelijk reptielen waaronder andere slangen, ook amfibieën worden wel buitgemaakt. Alle soorten zijn giftig, de giftanden staan vooraan in de bek. Er is geen tegengif bekend. De slangen staan bekend als zeer rustig en niet agressief, zelfs als ze worden opgepakt. Ze rollen zich op en zullen sissen als ze geweld wordt aangedaan.

## Verspreiding en habitat
De slangen komen voor in delen van Afrika en leven in de landen Congo-Kinshasa, Kenia, Soedan, Burundi, Tanzania, Rwanda, Ethiopië, Somalië, Oeganda, Tsjaad, Centraal-Afrikaanse Republiek, Kameroen, Soedan, Mozambique, Zambia, Botswana, Zuid-Afrika, Namibië, Malawi, Zimbabwe, Angola, Benin, Burkina Faso, Ghana, Ivoorkust, Malawi, Mali, Mauritanië, Niger, Nigeria, Swaziland, Senegal, Gambia, Guinee, Guinee-Bissau, Togo en Congo-Brazzaville. De habitat bestaat uit droge savannen, tropische en subtropische droge bossen, vochtige tropische en subtropische bossen zowel in laaglanden als in bergstreken, en graslanden. Ook in door de mens aangepaste streken zoals landelijke tuinen kunnen de dieren worden aangetroffen.

## Beschermingsstatus
Door de internationale natuurbeschermingsorganisatie IUCN is aan zes soorten een beschermingsstatus toegewezen. Drie soorten worden beschouwd als 'veilig' (Least Concern of LC), twee soorten als 'onzeker' (Data Deficient of DD) en een soort als 'bedreigd' (Endangered of EN).

## Soorten
Het geslacht omvat de volgende soorten, met de auteur en het verspreidingsgebied.
| Naam                    | Auteur         | Verspreidingsgebied |
| ----------------------- | -------------- | --- |
| Elapsoidea boulengeri   | Boettger, 1895 | Tanzania, Mozambique, Zambia, Botswana, Zuid-Afrika, Namibië, Malawi, Zimbabwe |
| Elapsoidea broadleyi    | Jakobsen, 1997 | Somalië |
| Elapsoidea chelazziorum | Lanza, 1979    | Somalië |
| Elapsoidea guentherii   | Bocage, 1866   | Congo-Kinshasa, Congo-Brazzaville, Angola, Zambia, Zimbabwe |
| Elapsoidea laticincta   | Werner, 1919   | Ethiopië, Soedan, Oeganda, Congo-Kinshasa, Tsjaad, Centraal-Afrikaanse Republiek, Kameroen |
| Elapsoidea loveridgei   | Parker, 1949   | Congo-Kinshasa, Kenia, Soedan, Burundi, Tanzania, Rwanda, Ethiopië, Somalië, Oeganda |
| Elapsoidea nigra        | Günther, 1888  | Tanzania, Kenia |
| Elapsoidea semiannulata | Bocage, 1882   | Angola, Benin, Botswana, Burkina Faso, Centraal-Afrikaanse Republiek, Kameroen, Tsjaad, Ghana, Ivoorkust, Malawi, Mali, Mauritanië, Mozambique, Namibië, Niger, Nigeria, Swaziland, Senegal, Gambia, Guinee, Guinee-Bissau, Soedan, Togo, Congo-Kinshasa, Congo-Brazzaville, Zambia, Zimbabwe |
| Elapsoidea sundevallii  | Smith, 1848    | Zuid-Afrika, Mozambique, Namibië, Botswana, Zimbabwe, Swaziland |
| Elapsoidea trapei       | Mané, 1999     | Senegal, Mauritanië, mogelijk in Mali en Guinee |